# Église Saint-Just de Beauvais
 (octobre 2023).
L'église Saint-Just de Beauvais est située dans le quartier Saint-Just-des-Marais à Beauvais, dans le département de l'Oise. Elle est affiliée à la paroisse Saint-Pierre-Saint-Paul en Beauvaisis de Beauvais-Centre.

## Historique
L'église actuelle était l'église paroissiale de la commune de Saint-Just-des-Marais, annexée à Beauvais, en 1943. L'église construite au Moyen Âge fut détruite pendant le Siège de Beauvais de 1472. L'édifice actuel fut édifié à la fin du XVe et au XVIe siècle. Le clocher fut construit au XVIIIe siècle.

## Caractéristiques
Construite en pierre sur un plan basilical et couverte de tuiles, l'église est surmontée d'un clocher quadrangulaire couvert d'ardoises à la croisée du transept et de la nef. Elle est constituée d'une seule nef, terminée par un chœur à trois pans. Au XIXe siècle, on y adjoignit une sacristie. La façade est percée de deux portes jumelles à arc en anse de panier, témoignage de la première Renaissance. Le portail est surmonté d'une haute et large baie.